# كليفورد كليفلاند بروكس
كليفورد كليفلاند بروكس (بالإنجليزية: Clifford Cleveland Brooks)‏ هو سياسي أمريكي، ولد في 19 سبتمبر 1886 في الولايات المتحدة، وتوفي في 16 أكتوبر 1944. حزبياً، نشط في الحزب الديمقراطي. وقد انتخب عضو مجلس ولاية لويزيانا.